# Uuden Musiikin Kilpailu 2021
La decima edizione di Uuden Musiikin Kilpailu si è svolta a Tampere il 20 febbraio 2021 e ha selezionato il rappresentante finlandese all'Eurovision Song Contest 2021 a Rotterdam.
I vincitori sono stati i Blind Channel con Dark Side.

## Organizzazione

### Format
Dopo la cancellazione dell'Eurovision Song Contest 2020 a causa della pandemia di COVID-19, il 22 marzo 2020 l'emittente finlandese Yleisradio ha confermato la sua partecipazione all'edizione del 2021, ospitata nuovamente dalla città olandese di Rotterdam, annunciando inoltre la successiva edizione di Uuden Musiikin Kilpailu. Tre giorni dopo è stato annunciato che Aksel Kankaanranta, il vincitore dell'edizione 2020, non sarebbe stato riconfermato automaticamente come rappresentante eurovisivo finlandese.
L'emittente ha aperto la possibilità a tutti gli artisti interessati di inviare canzoni per il festival dal 1º al 7 novembre 2020, con la condizione che il cantante o almeno uno degli autori siano cittadini finlandesi o residente in Finlandia.
Il 1º settembre 2020 Yleisradio ha fissato la data della competizione per il 20 febbraio 2021. Sono stati inoltre confermati la sede e il metodo di selezione del vincitore: come per l'edizione precedente, il festival si terrà agli studio televisivi Mediapolis di Tampere, e il vincitore è stato scelto attraverso una combinazione di televoto e voto della giuria internazionale.

### Giuria
La giuria internazionale per UMK 2021 è stata composta da:
- Islanda – Klemens Hannigan (Rappresentante dell'Islanda all'Eurovision Song Contest 2019, come parte degli Hatari)
- Paesi Bassi – Katja Zwart
- Polonia – Lanberry
- Regno Unito – William Lee Adams
- Spagna – Soraya Arnelas (Rappresentante della Spagna all'Eurovision Song Contest 2009)
- Stati Uniti – Carlton Wilborn
- Svizzera – Zibbz (Rappresentanti della Svizzera all'Eurovision Song Contest 2018)

## Partecipanti
I sette partecipanti sono stati scelti fra le 278 proposte, e sono stati rivelati il 13 gennaio 2021. Fra i partecipanti figurano Aksel Kankaanranta, vincitore dell'edizione precedente, e Laura Põldvere, cantante estone rappresentante del suo paese all'Eurovision Song Contest 2005 come componente del gruppo Suntribe e all'edizione del 2017 in duetto con Koit Toome.
| Artista                   | Titolo                               | Lingua              | Compositori                                                                                    |
| ------------------------- | ------------------------------------ | ------------------- | ---------------------------------------------------------------------------------------------- |
| Aksel                     | Hurt                                 | Inglese             | Gerard O'Connell, Kalle Lindroth, Joonas Angeria                                               |
| Blind Channel             | Dark Side                            | Inglese             | Aleksi Kaunisvesi, Joonas Porko, Joel Hokka, Niko Moilanen, Olli Matela, Tommi Lalli           |
| Danny                     | Sinä päivänä kun kaikki rakastaa mua | Finlandese          | Janne Rintala                                                                                  |
| Ilta                      | Kelle mä soitan                      | Finlandese          | Ilta Fuchs, Väinö Wallenius, Jouni Aslak, Tuomas Kauhanen                                      |
| Laura                     | Play                                 | Inglese             | Karl-Ander Reismann, Reinis Straume, Laura Põldvere                                            |
| Oskr                      | Lie                                  | Inglese             | Oskari Ruohonen, Joonas Angeria, David Pramik, Heikki Slåen                                    |
| Teflon Brothers & Pandora | I Love You                           | Finlandese, inglese | Jaakko Salovaara, Axel Ehnström, Mikko Kuoppala, Heikki Kuula, Jani Tuohimaa, Anneli Magnusson |

## Finale
La finale si è tenuta il 20 febbraio 2021 presso il Mediapolis di Tampere. Lo spettacolo, inoltre, è stato trasmesso con il commento in lingua inglese, svedese e russo.
I Blind Channel sono stati proclamati vincitori trionfando sia nel televoto, con un netto margine, che nel voto della giuria.
| # | Artista                   | Titolo                               | Punteggio | Punteggio | Punteggio | Posizione |
| # | Artista                   | Titolo                               | Giuria    | Televoto  | Totale    | Posizione |
| - | ------------------------- | ------------------------------------ | --------- | --------- | --------- | --------- |
| 1 | Teflon Brothers & Pandora | I Love You                           | 30        | 150       | 180       | 3         |
| 2 | Aksel                     | Hurt                                 | 56        | 52        | 108       | 5         |
| 3 | Laura                     | Play                                 | 4         | 9         | 13        | 7         |
| 4 | Danny                     | Sinä päivänä kun kaikki rakastaa mua | 22        | 38        | 60        | 6         |
| 5 | Oskr                      | Lie                                  | 62        | 53        | 115       | 4         |
| 6 | Blind Channel             | Dark Side                            | 72        | 479       | 551       | 1         |
| 7 | Ilta                      | Kelle mä soitan                      | 48        | 101       | 149       | 3         |